# 梧棲市
梧棲市（ごせいし）は1945年3月に重慶国民政府が策定した台湾接管計画綱要地方政制の中で定められた台湾の行政区画の一つ。

## 沿革
台湾中部の梧棲市は日本統治時代の新高市を改称したものであり、現在の台中市大甲区、清水区、沙鹿区、梧棲区、龍井区一帯に相当し、管轄区域内に新高港が建築されていた。
1945年10月、台湾での軍政の責任者であった陳儀は台湾接管計画綱要地方政制の実施は現状にそぐわないとし一部の改編措置を見送った際、梧棲市の設置のも先送りにされた。
1950年に国共内戦に敗れた国民政府が遷台した際、台湾接管計画綱要地方政制は廃止され、それと同時に梧棲市設置の法的根拠も喪失し、実際に使用されることなく計画のまま消滅した。